# Diego Juan de Vera Tassis y Villarroel
Diego Juan de Vera Tassis y Villarroel, dramaturgo y editor teatral español del Siglo de Oro.

## Biografía
Según Cayetano Alberto de la Barrera, debió nacer entre 1634 y 1640 acaso en Soria, que alaba mucho en sus escritos, al parecer en el seno de una ilustre y adinerada familia. Editó las obras dramáticas de sus amigos Pedro Calderón de la Barca (las celebérrimas Partes) y Agustín de Salazar (Cythara de Apolo); con este último colaboró en Triunfo y venganza de amor (1674), y terminó incluso, mano a mano con Sor Juana Inés de la Cruz, la famosa comedia de este que había quedado inconclusa a su pronta muerte, El encanto es la hermosura, llamada también La segunda Celestina.

## Labor
Aunque se han criticado mucho sus ediciones y algunas de las correcciones incluidas en ellas, estudios modernos vienen a apoyar la tesis de que Vera Tassis poseía sin duda algunos originales de las comedias de su amigo Pedro Calderón de la Barca, quien le había concedido a él lo que a ningún otro: permiso para imprimirlas (aunque el autor legó todos sus manuscritos a la Congregación de San Pedro de sacerdotes matritenses); Vera había reunido todas las ediciones de ellas que corrían bien o mal impresas, incluso algunas no autorizadas; publicó en 1682 una colección de las mismas compuesta de nueve Partes, prometiendo una décima que no llegó a salir y que habría tenido entre sus piezas la perdida Don Quijote de la Mancha. Su edición de la Cythara de Apolo (1681) de su amigo y acaso coterráneo, Agustín de Salazar, incluye además la poesía, en la que el ingenio soriano destacó por sus felices ocurrencias satíricas, muchas veces parodiando el culteranismo; a ella añade como prólogo una biografía de Salazar de su propia pluma. 
Entre sus títulos propios destacan Cuánto cabe en hora y media (Madrid, 1679), El triunfo de Judith (representada en el Cuarto de la Reina, en 1688), Más triunfa el amor rendido (Madrid, 1684, acompañada de una loa y el baile El agrado y la esquivez) y La corona en tres hermanos (Madrid, 1679; es una comedia con títulos independientes en cada jornada: la primera, "El rey don Pedro"; la segunda, "Alfonso el Batallador"; la tercera, "El rey don Ramiro el Monje y la campana de Huesca"). Dejó también un baile autógrafo, Bailete florentín y se editaron sueltas Felipe Quinto en Italia, El triunfo de Castro, o Francisco de Castro, así como la ya citada El triunfo de Judit y muerte de Holofernes.
Obras no teatrales suyas son Historia del origen, invención y milagros de la sagrada imagen de Nuestra Señora del Almudena, antigüedades y excelencias de Madrid (Madrid, por D. Francisco Sanz, 1692) y El triunfo verdadero y la verdad defendida en la historia del origen, invención y milagros de Nuestra Señora la Real del Almudena, Patrona de Madrid (Salamanca, por Isidro de León, 1701)